# Romano Bilenchi
Romano Bilenchi est un écrivain et journaliste italien né à Colle di Val d'Elsa le 9 novembre 1909 et mort à Florence le 18 novembre 1989 .

## Biographie
Il obtient le prix Viareggio en 1972 pour Il bottone di Stalingrado (littéralement : Le Bouton de Stalingrad) et en 1982 le prix Antonio-Feltrinelli de l’académie des Lyncéens.

## Œuvres traduites en français
- Récits [« Racconti »], trad. de Maddy Buysse, Paris, Éditions Gallimard, coll. « Du monde entier », 1969, 332 p. (BNF 37408846)
- Les Années impossibles [« Gli anni impossibili »], trad. de Marie-José Tramuta, Lagrasse, France, Éditions Verdier, coll. « Terra d’altri », 1994, 189 p.  (ISBN 2-86432-191-2)[2]

- reprend Le Gel [« Il gelo »], La Misère [« La miseria »], La Sécheresse [« La siccità »]
- Anna et Bruno [« Anna e Bruno »], trad. de Marie-José Tramuta, Paris, Éditions Tour de Babel, coll. « Les bilingues de Babel », 1995, 87 p.  (ISBN 2-9501979-4-9)